# NGC 377
NGC 377 este o galaxie spirală situată în constelația Balena. A fost descoperită în 15 octombrie 1885 de către Francis Leavenworth. De asemenea, a fost observată încă o dată de către Herbert Howe.